# アナらじ
『アナらじ』とは、静岡放送（SBSラジオ）で2008年（平成20年）3月31日から2019年（令和元年）9月20日まで放送されたラジオ番組である。

## 概要
2008年春の深夜ラジオ改編で新たに自社制作枠が設けられたことにより開始。静岡放送アナウンサーがパーソナリティを務めるだけでなく、企画構成や選曲、時にはゲストのブッキングまで手掛けるのが特徴となっている。
はがき・ファクシミリ・電子メールでの投稿が可能。当初はパーソナリティの明記が必要だったが、2011年（平成23年）10月より、専用の電子メールアドレスが設けられた。
2012年春の改編で帯番組としては一旦終了。月曜日の『アナらじ10（→内山絵里加のアナらじ）』と土曜日の『アナらじDX（→重長智子のアナらじ）』に分割され、土曜18時台後半枠にて『重長アナらじ』と『柳澤アナらじ（→濱田隼のアナらじ）』が2本続けて放送されており（実質上オムニバス枠化）、更に2013年4月からは『内山アナらじ』が土曜日に移行され、2014年10月から『濱田アナらじ』と『重長アナらじ』と『内山アナらじ』が金曜日に3本まとめて放送されている。
2015年4月から『濱田アナらじ』にかわって『岡村アナらじ』が復活したが半年で終了し、同年10月からは新人アナウンサー黒田菜月MCによる『黒田菜月のアナらじ』がスタートした。2016年4月から『重長アナらじ』と『内山アナらじ』が終了し、『柳澤アナらじ』の復活と、もう一人の新人アナウンサー高木萌香MCによる『高木萌香のアナらじ』がスタートした。2017年4月から、2016年の新人アナウンサー大槻有紗MCによる『大槻有紗のアナらじ』がスタートし、1年後の2018年4月から大槻に代わってもう一人の新人アナウンサー新城健太MCによる『新城健太のアナらじ』がスタート。同年9月、今月一杯のSBS退社に伴い『高木アナらじ』が終了。翌月から、2018年の新人アナウンサー原口大輝MCによる『原口大輝のアナらじ』がスタートした。
2019年4月改編にて大幅なリニューアルが施行され、放送時間が金曜の23:30 - 23:57に、担当パーソナリティーも第１週=黒田・第２・５週=原口・第３週=新城と変更された(第４週は別番組「JK・JC聴いちゃうカンジ」を放送)。これ以後、SBSのタイムテーブルや新聞のラジオ覧等にパーソナリティーの名前を表記しなくなった。
2019年秋期番組改編に伴い、9月20日をもって11年半に亘る歴史に終止符が打たれる事となった。
タイトルロゴは緑色で『らぶらじ』のらぶをアナに差し替えたものであり、2015年10月よりサブタイトルとして『夜のおしゃべりタイム 毎週金曜日』が付け加えられた。
2012年度からはサントムーン柿田川やイオンモール浜松志都呂などで不定期に公開録音が行われている。

## メインパーソナリティー（MC）
■は2008年度、□は2009年度、◆は2010年度、◇は2011年度上期、●は2011年度下期、▲は2012年度上期、△は2012年度下期、▼は2013年度、▽2014年度下期、★2015年度上期、☆2015年度下期、◎2016年度上期を示す
- 黒田菜月〈natsu@digisbs.com〉（第１金曜日☆◎）
- 原口大輝〈dai@digisbs.com〉（第２・第５金曜日）
- 新城健太〈ken@digisbs.com〉（第３金曜日）

### 過去のメインパーソナリティー（MC）
- 吉田幸真（月曜日■）
- 牧野克彦（水曜日■）
- 松永直子（木曜日■）
- 鬼頭里枝（木曜日□）
- 岡村久則（火曜日■□→月曜日◆→休業→金曜日★）
- 小嶋健太（月曜日◇）→『小嶋健太のLesson1』に移行
- 荒木麻里子〈mari@digisbs.com〉（水曜日□◆◇→木曜日●）
- 内山絵里加〈eri@digisbs.com〉（木曜日◆→金曜日●→土曜日△▼▽★☆）
- 重長智子〈tomo@digisbs.com〉（火曜日●→月曜日▲△→土曜日▼→金曜日▽★☆）
- 濱田隼〈shun@digisbs.com〉（土曜日▼→金曜日▽）
- 柳澤亜弓〈ayu@digisbs.com〉（火曜日□◆◇→水曜日●→土曜日▲△▼→休業→金曜日◎）
- 大槻有沙（ari@digisbs.com）（金曜日）
- 高木萌香（moe@digisbs.com）（金曜日◎）

## 放送時間
※以下、日本標準時。
- 毎週金曜日 23:30 - 23:57

### 過去の放送時間
- 2008年4月 - 2009年9月 : 毎週月 - 木曜日 24:30 - 25:00
- 2009年10月 - 2010年3月 : 毎週月 - 木曜日 24:30 - 24:55（『オビデ、テキトーナイト!!』開始により短縮）
- 2010年4月 - 2011年9月 : 毎週月 - 木曜日 23:40 - 24:00
- 2011年10月 - 2012年3月 : 毎週火 - 金曜日 21:30 - 21:50
- 2012年4月 - 2013年3月：毎週月曜日 21:30 - 21:50、毎週土曜日 18:30 - 19:00
- 2013年4月 - 2014年9月：毎週土曜日 18:30 - 19:00、20:00 - 20:15
- 2014年10月 - 2016年3月：毎週金曜日 22:40 - 23:40
- 2016年4月 - 2019年3月:毎週金曜日 22:30 - 23:30
- 2019年4月 - 2019年9月:毎週金曜日 23:30 - 23:57

## 番組内容
※以下、金曜日。
- 第１週23:30 - 23:57 『黒田菜月のアナらじ』
- 第２・第５週23:30 - 23:57 『原口大輝のアナらじ』
- 第３週23:30 - 23:57 『新城健太のアナらじ』

## 主なコーナー

### 過去
- アナシャッフル（月曜日） - 岡村久則がSBSにレギュラー出演しているアナウンサーを迎えるコーナーであった。
- アナトーク - 毎週テーマに沿って各パーソナリティが語る。
- 関西弁で、ええねん（アナらじDX→重長アナらじ） - 重長智子が関西弁で関西の文化を紹介する。
- 関西のコレ知っトモ!→関西弁どないでっか!?（火曜日） - 両者は『関西弁で、ええねん』の前身コーナーで、担当は重長であった。
- ベジートモコの野菜喝采! （重永アナらじ） - 2014年4月に野菜ソムリエの資格を取得した重長が毎週野菜のうんちくを語った。コーナーのBGMは、ちあきなおみの『喝采』であった。
- 探偵!アナウンスクープ（重長アナらじ） - 重長智子が、静岡放送アナウンス室の内幕を語る。
- 小悪魔女子育成計画（アナらじ10→内山アナらじ） - 内山絵里加が女子を一瞬で小悪魔にさせるコーナーである。

## テレビ『アナらじWIDE』
2016年10月19日から2017年3月29日まで、SBSテレビにおいて、ラジオのスピンオフ番組『アナらじWIDE』が放送(毎週水曜日 22:54 - 23:00)された。
ラジオ放送とはまた違ったパーソナリティーの姿を垣間見ることができた。
2016年12月2日の『柳澤亜弓のアナらじ』内で、2017年1月からの放送継続が発表された。
2017年1月30日 - 2月20日は、森永卓郎（経済評論家）がパーソナリティーを勤める『森永卓郎の超一流就活』放送の為、本番組は月曜日の22:54 - 23:00に変更となった。